# Túszszedés elleni nemzetközi egyezmény
A Túszszedés elleni nemzetközi egyezmény (hivatalos magyar címe: Túszszedés Elleni Nemzetközi Egyezmény) (angolul International Convention against Taking of Hostages;) a New Yorkban, az 1979. évi december hó 18. napján aláírásra megnyitott nemzetközi szerződés  a túszszedés megakadályozására. Magyarország részéről a csatlakozási okiratnak letétbe helyezése az Egyesült Nemzetek Főtitkáránál az 1987. szeptember 2-án megtörtént. Magyarország vonatkozásában 1987. október 2-án lépett hatályba.

## A preambulum
Az Egyezményt a részes államok 
"figyelembe véve Az ENSZ Alapokmányának a nemzetközi béke és biztonság fenntartására, valamint az államok közötti baráti kapcsolatok és együttműködés előmozdítására irányuló céljait és elveit,

elismerve, hogy mindenkinek joga van az élethez, a szabadsághoz és a személyes biztonsághoz, ahogy azt Az emberi jogok egyetemes nyilatkozata és A polgári és politikai jogok nemzetközi egyezségokmánya megállapítja,

megerősítve a népek egyenjogúsága és önrendelkezése elvét, amint azt az Egyesült Nemzetek Alapokmánya és az Egyesült Nemzetek Alapokmányával Összhangban az Államok közötti baráti kapcsolatok és együttműködés nemzetközi jogi elveiről szóló nyilatkozat, illetve a közgyűlés más, vonatkozó határozatai tartalmazzák,

tekintetbe véve, hogy a túszszedés a nemzetközi közösségre nézve súlyos következményekkel járó cselekmény, és ennek megfelelően - az egyezmény rendelkezéseivel összhangban - bármely személyt, aki túszszedést követ el, büntetőeljárás alá kell vonni vagy ki kell adni,

meggyőződve annak sürgős szükségességéről, hogy az államok hozzanak létre nemzetközi együttműködést a túszszedés - mint a nemzetközi terrorizmus megnyilvánulása - minden formájának megelőzésére, üldözésére és megbüntetésére irányuló hatékony intézkedések kidolgozása és elfogadása céljából"
 kötötték.

## Fogalommeghatározások
- 1. Bárki, aki más személyt (a továbbiakban: túsz) szabadságától megfoszt vagy hatalmába kerít és halállal vagy sérüléssel vagy további hatalomban tartással fenyeget abból a célból, hogy egy harmadik Felet, nevezetesen valamely államot, nemzetközi kormányközi szervezetet, természetes vagy jogi személyt, illetve személyek egy csoportját arra kényszerítsen, hogy az a túsz elengedésének kifejezett vagy hallgatólagos feltételeként valamely cselekményt megtegyen vagy ennek megtételétől tartózkodjon, az a jelen Egyezmény alkalmazásában a túszszedés bűncselekményét követi el.[3]
- 2. Bármely személy, aki:
  - a) a túszszedés elkövetését megkísérli, vagy
  - b) más bűnsegédjeként részt vesz túszszedés vagy arra irányuló kísérlet elkövetésében, az egyezmény alkalmazásában úgyszintén bűncselekményt követ el.[4]

A részes államok az 1. cikkben meghatározott bűncselekményeket büntetni rendelik olyan megfelelő büntetésekkel, amelyek tekintettel vannak ezeknek a cselekményeknek a súlyosságára.

## A túszok védelme
A részes állam, amelynek területén az elkövető a túszt hatalmában tartja, minden általa megfelelőnek tartott intézkedést megtesz annak érdekében, hogy a túsz helyzetét könnyítse, különösen, hogy elengedését biztosítsa, majd elengedését követően - amennyiben indokolt - elősegítse távozását.